# 英戈·福格
英戈·福格（德語：Ingo Voge，1958年2月14日—），德国男子雪车运动员。他曾代表东德参加1984年和1988年冬季奥林匹克运动会雪车比赛，获得二枚银牌，均来自男子四人项目。